# Leptogaster brevicornis
Leptogaster brevicornis är en tvåvingeart som beskrevs av Friedrich Hermann Loew 1872. Leptogaster brevicornis ingår i släktet Leptogaster och familjen rovflugor. Inga underarter finns listade i Catalogue of Life.